# Jacob van Zuylen van Nijevelt
Jacob Pieter Pompejus, baron van Zuylen van Nijevelt (28. června 1816 Dordrecht – 4. listopadu 1890 Haag) byl nizozemský politik a diplomat. V roce 1861 byl 241 dní premiérem Nizozemska. Souběžně držel post ministra zahraničních věcí. Tuto funkci vykonával již v letech 1852–1853. Začínal jako liberál, ale po svém třetím manželství (1857) se pod vlivem svého nového tchána Jana Jacoba Rochussena ocitl v konzervativnějších vodách.

## Život
Vystudoval práva na Univerzitě v Utrechtu, doktorát získal roku 1840. V roce 1849 se stal prvně poslancem sněmovny (jejím členem 1849-1852, 1854–1861 a 1864-1867).
Byl ministrem zahraničních věcí v Thorbeckeho první vládě. Tento kabinet klopýtl v roce 1853 kvůli tzv. dubnovému hnutí, tedy protestům proti záměru papeže Pia IX. obnovit v Nizozemsku církevní hierarchii. Zuylen byl protestujícími a některými kolegy neprávem obviněn ze snahy zatajit tento papežův záměr.
V roce 1861 získal post ministra zahraničních věcí znovu a k tomu se postavil i do čela vlády. Ovšem dostal se do konfliktu se svými ministry ohledně koloniální politiky, a když se král postavil na stranu jeho oponentů, Zuylen rezignoval. Po roce 1864 vytvořil v parlamentu vlivnou konzervativní skupinu nazývanou jeho jménem, která oponovala jak liberálům, tak nábožensky konzervativním antirevolucionářům.
Roku 1867 přešel do diplomatických služeb a byl jmenován velvyslancem ve Francii. Tento úřad zastával osmnáct let, až do roku 1885. Byl účastníkem neúspěšných jednání o prodeji Lucemburska Francii, zažil obléhání Paříže ve válce roku 1870 a získal si sympatie Pařížanů tím, že v této kritické chvíli v metropoli zůstal, na rozdíl od většiny ostatních velvyslanců. Opustil ji nicméně během povstání komunardů v roce 1871.
Roku 1888 byl jmenován členem Senátu a v roce 1889 státním ministrem. Obojím byl až do smrti.